# Урюпино (Новосибирская область)
Урюпино — упразднённый в 2001 году посёлок в Краснозёрском районе Новосибирской области России. Располагался на территории современного Колыбельского сельсовета.  

## География
Располагался в 12 км к северо-западу от села Колыбелька, на берегу одноименного озера.

## История
Основан в 1914 году. 
В 1928 г. посёлок Урюпино состоял из 32 хозяйств. В составе Бабушкинского сельсовета Карасукского района Славгородского округа Сибирского края.
Упразднён в 2001 году

## Население
В 1926 г. в посёлке проживало 184 человека (95 мужчин и 89 женщин), основное население — украинцы.